# HMS Dreadnought (1801)
Pour les autres navires du même nom, voir HMS Dreadnought.
Le HMS Dreadnought est un navire de ligne de 2e rang de 98 canons construit pour la Royal Navy. Dernier navire de la classe Neptune, il est lancé le 13 juin 1801, après avoir passé 13 ans en chantier. Il s'agit du premier man'o'war lancé après la création du Royaume-Uni de Grande-Bretagne et d'Irlande par l'Acte d'Union de 1801. Il participe à la bataille de Trafalgar puis au blocus des côtes pendant la fin des guerres napoléoniennes. Il est retiré du service actif en 1827 et démoli en 1857.

## Conception et construction
Le HMS Dreadnought est le troisième et dernier navire de la classe Neptune, conçue par John Henslow. Construit à Portsmouth, il est lancé le 13 juin 1801, 13 ans après le début de sa construction en juillet 1788. 
La coque fait 185 pieds (56,4 m) de long et 51 pieds (15,5 m) de large, avec un tirant d'eau de 21 pieds (6,4 m). Son armement est composé d'un total de 98 canons, dont 28 pièces de 32 livres dans la batterie basse (lower deck), 30 de 18 livres dans la batterie médiane (middle deck), 30 de 18 livres dans la batterie haute (upper deck) et dix de 12 livres. S'ajoutent à ces canons, deux caronades de 32 livres et six de 18 livres.

## Service actif
En 1805, il participe au blocus de Cadix avec les HMS Colossus, Achille et Mars, sous les ordres de Cuthbert Collingwood.
Lors de la bataille de Trafalgar, le Dreadnought fait partie de l'arrière de la colonne sous le vent menée par Collingwood. Son groupe pénètre la ligne de bataille franco-espagnole au niveau de son arrière-garde, autour du Príncipe de Asturias. Il affronte ce navire, probablement l'Achille, et capture le San Juan Nepomuceno. Au cours de la bataille, l'équipage commandé par le capitaine John Conn (en) compte 7 morts et 26 blessés.
Le 9 septembre 1810, le Dreadnought recapture près d'Ouessant un navire marchand espagnol pris par un corsaire français. Avertis que ce navire de commerce était échoué sur un rocher, les Britanniques envoient des embarcations pour le capturer, mais tombent dans une embuscade tendue par des troupes à terre. Cette affaire coute au vaisseau 6 morts, 31 blessés et 6 disparus.

## Dernières années
Un service médical gratuit pour marins est organisé à Londres en 1821. Le Dreadnought remplace un premier bâtiment en 1831, et est à son tour amarré sur la Tamise sous les remparts de Greenwich pour être converti en navire-hôpital. Il bénéficie de souscriptions publiques, de donations et de legs pour subvenir aux besoins de l’établissement.